# شوایتن کیرشن
شوایتن کیرشن (به آلمانی: Schweitenkirchen) یک شهر در آلمان است که در بایرن واقع شده‌است.

## خصوصیات
شوایتن کیرشن ۵۳٫۰۰ کیلومترمربع مساحت دارد ۵۳۳ متر بالاتر از سطح دریا واقع شده‌است.